# Fiona Fussi
Fiona Fussi (Singapura, 25 de janeiro de 1996) é uma modelo austríaca, vencedora do Elite Model Look de Singapura de 2011.